# Портер Тауншип (округ Джефферсон, Пенсільванія)
Портер Тауншип (англ. Porter Township) — селище (англ. township) в США, в окрузі Джефферсон штату Пенсільванія. Населення — 295 осіб (2020).

## Демографія
Згідно з переписом 2010 року, у селищі мешкало 305 осіб у 110 домогосподарствах у складі 80 родин. Було 145 помешкань
Расовий склад населення:
| - 99,7 % — білих - 0,3 % — азіатів |

До двох чи більше рас належало 0,0 %. Частка іспаномовних становила 0,0 % від усіх жителів.
За віковим діапазоном населення розподілялося таким чином: 27,5 % — особи молодші 18 років, 58,7 % — особи у віці 18—64 років, 13,8 % — особи у віці 65 років та старші. Медіана віку мешканця становила 40,8 року. На 100 осіб жіночої статі у селищі припадало 108,9 чоловіків;  на 100 жінок у віці від 18 років та старших — 104,6 чоловіків також старших 18 років.
Середній дохід на одне домашнє господарство  становив 56 844 долари США (медіана — 42 344), а середній дохід на одну сім'ю — 64 640 доларів (медіана — 47 083). Медіана доходів становила 42 500 доларів для чоловіків та 32 500 доларів для жінок. За межею бідності перебувало 11,2 % осіб, у тому числі 11,0 % дітей у віці до 18 років та 14,6 % осіб у віці 65 років та старших.
Цивільне працевлаштоване населення становило 134 особи. Основні галузі зайнятості: освіта, охорона здоров'я та соціальна допомога — 26,9 %, будівництво — 14,9 %, сільське господарство, лісництво, риболовля — 14,9 %.